# Gâteau d'anniversaire

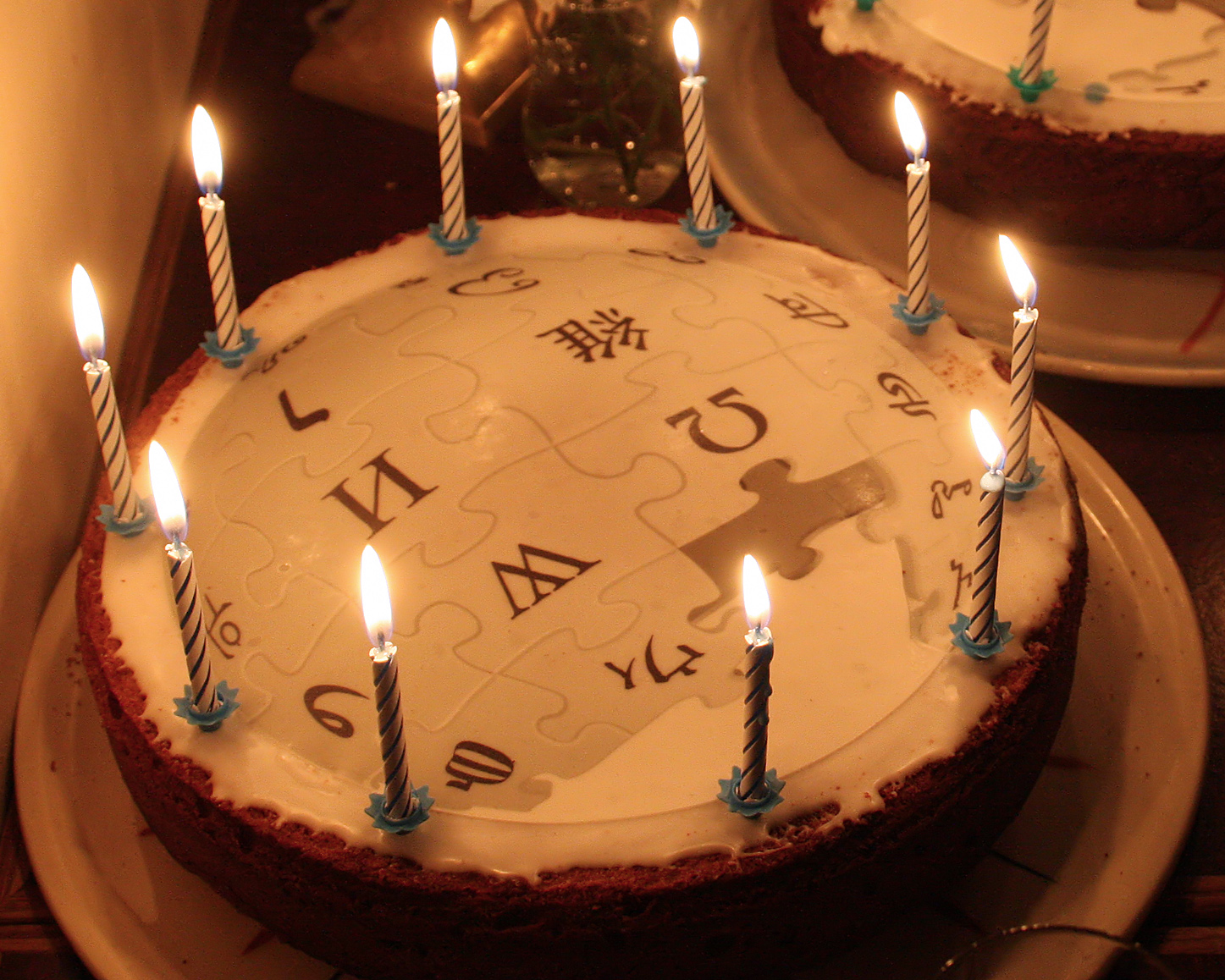
Gâteau en l'honneur des dix ans de Wikipédia (2011).

Un gâteau d'anniversaire est un gâteau servi pour célébrer un anniversaire.

## Rituel contemporain d'inspiration occidentale
Richement décoré, il porte généralement un nombre de bougies qui représente l'âge de la personne ou de l'événement célébré. Cela peut également être une ou deux bougies représentant l'âge en question, en particulier lorsque le nombre de bougies nécessaires pour figurer cet âge est trop important. Pour rendre l'effet plus spectaculaire, on présente souvent ce gâteau, les bougies allumées, après avoir réduit la luminosité de la pièce (ou éteint en totalité). La personne dont c'est l'anniversaire peut ménager un silence durant lequel elle peut formuler intérieurement un souhait, puis éteint les bougies en les soufflant. La tradition veut que si toutes les bougies sont éteintes en une fois, le vœu s'accomplira. Une autre superstition associée aux vœux d'anniversaire est que si la personne révèle son vœu, celui-ci ne pourra s'accomplir. Il est très courant que ce soit la personne fêtée qui découpe la première part du gâteau, sauf dans le cas des jeunes enfants. Des restaurants, discothèques ou autres offrent parfois un gâteau à leurs clients qui fêtent leur anniversaire. Un chant d'anniversaire, tel que Bon Anniversaire ou Joyeux Anniversaire en France, accompagne souvent l'arrivée du gâteau.

## Histoire

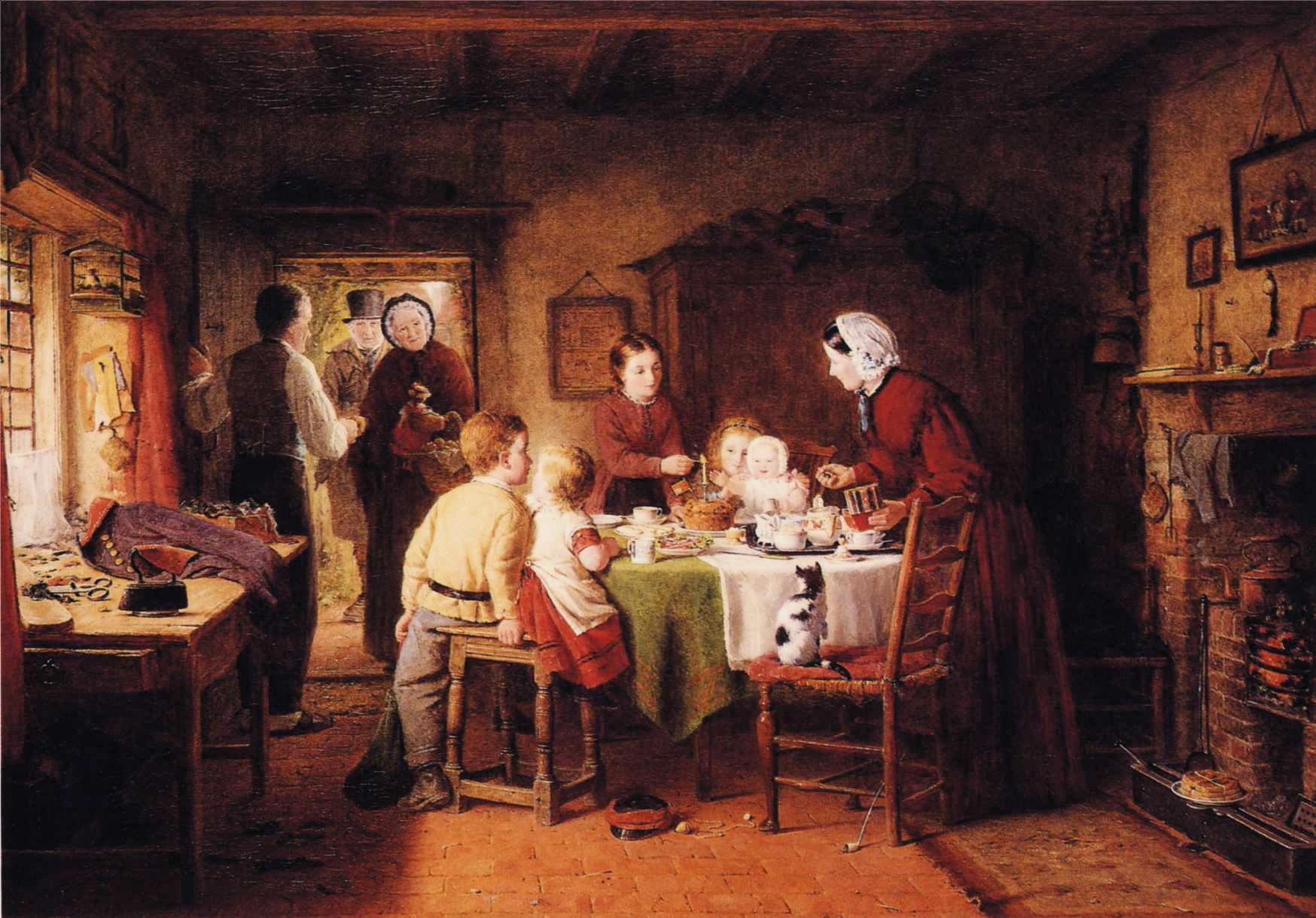
Première fête d'anniversaire, avec le gâteau et sa bougie (tableau de Frederick Daniel Hardy en 1867).

La tradition du gâteau d'anniversaire se développe au XIXe siècle majoritairement dans les pays protestants, les pays de tradition catholique privilégiant le culte des saints et l'anniversaire des sacrements : la première célébration avec gâteau et bougies apparaît chez Goethe en 1802 pour son 53e anniversaire. Le tableau de Frederick Daniel Hardy, Première fête d'anniversaire (1867), atteste du fait que l'on commence à fêter les anniversaires des enfants au XIXe siècle au Royaume-Uni, alors qu'il faudra attendre les années 1950-1960 en France et dans les pays catholiques, qui fêtent le saint patronymique et non l'anniversaire de naissance des enfants. C'est en effet au milieu du XXe siècle que la tradition des anniversaires individuels gagne les pays latins. 

## Considérations sanitaires
Le soufflage des bougies peut déposer un grand nombre de bactéries sur le glaçage du gâteau,,, sans cependant qu'une conséquence sanitaire soit démontrée.